# Château Scaliger de Torri del Benaco
Le château Scaliger de Torri del Benaco est un château italien situé à Torri del Benaco, dans la province de Vérone, en Vénétie. Il surplombe le lac de Garde.

## Annexe